# Deutscher Kunstrat
Der Deutsche Kunstrat e.V. ist eine 1954 gegründete Kunstorganisation, die sich die Verbreitung deutscher Kunst im In- und Ausland zur Aufgabe gemacht hat. Am 3. Dezember 1976 wurde der Verein aufgelöst. Unter dem gleichlautenden Namen Deutscher Kunstrat existiert heute ein Zusammenschluss von bundesweit organisierten Verbänden der bildenden Künstler, der Kunstvermittler und Kunstverwerter. Dieser Zusammenschluss ist nicht als Verein organisiert, sondern er ist Mitglied und Sektion der 1982 gegründeten politisch unabhängigen Arbeitsgemeinschaft des Deutschen Kulturrates e.V.

## Geschichte
Der Verein entstand 1954 aus der Notgemeinschaft der deutschen Kunst, die im August 1949 auf Initiative von Otto Benecke gegründet worden war. Diese Notgemeinschaft vereinigte Verbände der bildenden Kunst, der Musik, der Literatur und der darstellenden Kunst, um sich gemeinsam der Kunstpflege zu widmen. Die Aufgabe wurde 1952 auf Anregung von Bundespräsident Theodor Heuss als „Förderung der Kunst und der Künstler auf gemeinnütziger Grundlage“ bestimmt, und die Notgemeinschaft in das Vereinsregister eingetragen.
Unter neuem Namen trat 1954 der Der Verein auf einer Pressekonferenz an seinem Sitz in Köln erstmals an die Öffentlichkeit. Theodor Steltzer war Präsident des Kunstrates, und zweiter Vorsitzender wurde Paul Luchtenberg. Später wurde Ernst Otto Thiele Generalsekretär.
Von Anfang an arbeitete der Verein zusammen mit anderen Kulturvereinigungen – insbesondere dem Deutschen Werkbund, dem Rat für Formgebung, dem Kulturkreis der deutschen Wirtschaft und dem Deutschen Künstlerbund. Im Jahre 1967 wurde der Sitz nach Darmstadt verlegt.
Die Finanzierung erfolgte seit 1960 weitgehend durch das Auswärtige Amt. Im Jahre 1970 wurden Aufgabe und Bezeichnung des Deutschen Kunstrates einem Referat im Institut für Auslandsbeziehungen übertragen.
Am 5. Mai 1969 wurde der Vereinssitz nach Darmstadt verlegt. Am 3. Dezember 1976 wurde der Verein infolge Wegfalls sämtlicher Mitglieder aufgelöst.

## Publikationen (Auswahl)
- Ernst Thiele (Bearb.): Schrifttum zur deutschen Kunst des 20. Jahrhunderts. Eine Bibliographie des Deutschen Kunstrates e. V. 1960.
- Käthe Kollwitz: Engravings, drawings, sculpture. A German Arts Council exhibition. 1967.